# Dicranomyia ravana
Dicranomyia ravana är en tvåvingeart som först beskrevs av Alexander 1964.  Dicranomyia ravana ingår i släktet Dicranomyia och familjen småharkrankar.
Artens utbredningsområde är Sri Lanka. Inga underarter finns listade i Catalogue of Life.